# Tunnelbahn Fleißalm
Die Tunnelbahn Fleißalm (auch Stollenbahn Fleißalm) ist eine im Skigebiet Großglockner Heiligenblut gelegene Gruppenpendelbahn. Sie verbindet die 1753 m. ü. M. gelegene Talstation Rossbach mit der 56 Meter höher gelegenen Bergstation Fleißalm auf 1809 m. ü. M. Die 1987 von Waagner Biro entwickelte „Seilgezogene Einschienen-Hängebahn“, eine Kombination von Seilbahn und Standseilbahn, ist weltweit einzigartig.

## Geschichte
Nach dem Bau des Kraftwerks Fleiß wurde über eine Nutzung des für Überlaufwasser bestimmten Stollens zwischen Fleiß und Rossbach diskutiert. Denn für das Skigebiet sollte eine lawinensichere Verbindung zwischen der Sesselliftstation Rossbach und den Schleppliften Fleiß - Hochfleiß geschaffen werden. Als einziger Seilbahnhersteller begann Waagner Biro mit den Planungen, im Jahr 1986 begann der Bau. Um den Wasserstollen zu erschließen, mussten jedoch zusätzliche Baumaßnahmen durchgeführt werden. Von der Bergstation ausgehend wurde ein gekrümmter Betonstollen errichtet. Dieser mündet in einer trapezförmigen Brücke, die die Bahn aus Lawinenschutzgründen im Inneren durchfährt. Es folgt der eigentliche Wasserstollen, von dem die Streckenführung erst kurz vor der Talstation wieder abweicht. Ein Bahnstollen zweigt ab und mündet in einer 65 Meter langen Stahlbrücke, bevor die Talstation erreicht wird. Auf halber Fahrtstrecke befindet sich die Ausweiche.
Im Jahr 2021 wurde die gesamte elektronische Steuerung durch die Firma Frey Austria erneuert und die Kabinen mit WLAN sowie Rauchmeldern ausgerüstet.

## Technische Daten
Als Führungsschiene dient ein doppelseitiger Stahlträger mit aufgeschweißtem Rundstahl, von dem die jeweils vier Rollen des Laufwerkes geführt werden. Somit wird auch ein konstanter Abstand zum Stollenboden gewährleistet. Die Kabinen sind mit fixen federgespannten Klemmen mit dem Zugseil verbunden. Die 11 Wagen sind untereinander mit Gestängen gekuppelt, um das Zusammenstoßen bei Bremsungen und dem Beschleunigen zu verhindern. Jede Kabine bietet Platz für 5 Personen.

### Betrieb
Die Bahn ist nur im Winter in Betrieb, da im Sommer der Wasserstollen bis zu einem halben Meter hoch geflutet sein kann. Betreiber ist die Großglockner-Seilbahn GmbH & Co. KG.